# Seil
Seil este o mică insulă, în partea de est a Firth de Lorn, una dintre componentele Insulelor Slate, aflată la 11 kilometri sud-vest de Oban, în Scoția.

## Geografia
Seil a fost legată de insula principală scoțiană din 1792 când a fost construit Podul Clachan de către inginerul Robert Mylne. Cunoscut și ca Podul peste Atlantic, podul este folosit și astăzi, iar la începutul verii este plin de flori feerice numite degeței (Erinus alpinus).
Principala așezare omenească pe Seil este un fost sat minier numit Ellenabeich, în care au fost filmate părți din filmul Inelul din Bright Water. Centrul Ellenabeich Heritage, care s-a deschis în 2000, este condus de Scottish Slate Islands Trust. Situat într-o fostă casă a unui miner, centrul cuprinde o expoziție a vieții din secolul al XIX-lea, a modului de minerit al ardeziei și al florei, faunei și geologiei locale. Un alt sat este Balvicar.

### Particularitate
Insula este separată de insula principală scoțiană de cea mai îngustă strâmtoare marină cunoscută pe glob (6 metri).

## Transport
Cu ajutorul feriboturilor se poate ajunge de la Ellenabeich până la Easdale, din Cuan până pe insulă și până în Luing.